# Ophionereis australis
Ophionereis australis is een slangster uit de familie Ophionereididae.
De wetenschappelijke naam van de soort werd in 1923 gepubliceerd door Hubert Lyman Clark.